# 苏银增
苏银增（1959年11月—），男，汉族，河北晋州人，中华人民共和国政治人物，曾任河北省水利厅厅长、党组书记，现任河北省政协副主席、党组成员，省政协人口资源环境委员会主任。

2023年1月14日，卸任河北省政协副主席职务。